# 彼得·马斯沃夫斯基
彼得·马斯沃夫斯基（波蘭語：Piotr Masłowski，1988年2月20日—），生于普沃茨克，波兰男子手球运动员。他曾代表波兰国家队参加2015年世界男子手球锦标赛，获得一枚铜牌。